# Selman-Stërmasi-Stadion
Das Selman-Stërmasi-Stadion (albanisch Stadiumi Selman Stërmasi) ist ein Fußballstadion in der albanischen Hauptstadt Tirana. Es bietet 12.724 Plätze. Der Fußballverein KF Tirana trägt seine Heimspiele in diesem Stadion aus. Daneben gibt es in Tirana noch das größere Air Albania Stadium.

## Geschichte
Bis 1991 hieß der Sportplatz Dinamo-Stadion nach KS Dinamo Tirana. Dann wurde die Spielstätte zu Ehren des albanischen Fußballers Selman Stërmasi (1908–1976) umbenannt. Stërmasi hatte 1930 mit SK Tirana, wie der Club damals hieß, als Spieler und Trainer die erste albanische Meisterschaft gewonnen. Er war auch dabei, als sie fünf der folgenden sechs Meisterschaften gewannen, zuletzt als Trainer. Zudem unterstützte er den Club auch finanziell und organisatorisch in seinen Anfangsjahren.
Im Jahr 2015 wurde das Stadiumi „Selman Stërmasi“ renoviert. Mit dem Umbau ist es wieder möglich, internationale Spiele in der Hauptstadt auszutragen. Blau und Weiß, die Vereinsfarben von KF Tirana, dominieren den Bau. Die Kunststoffsitze auf den Rängen wurden in einem Schachbrettmuster montiert.